# تنزن (أفاتار)
تنزن هو شخصية كرتونية من مسلسل أفاتار أسطورة كورا و هو أصغر أبناء آنج وكتارا و هو مسخر هواء. و لكن معلومات ضئيلة فقط التي توفرت عنه. مع ذلك، عُرف أن الأفاتار كورا تتطلب وصايته في مدينة الجمهورية.

## الخلفية
وُلد تنزن في سنة غير معروفة حتى الآن بعد الحرب لآنج وكتارا ليكون الابن الأصغر. عُلم تنزن تقاليد بدو الهواء من قِبَل والده. في سنة من حياته، اكتسب وشم بدو الهواء المألوف الرامز لحالته كمعلم تسخير هواء. كآخر معلم تسخير هواء معروف، كورا سافرت سعياً لإرشاده في تعلم فن التسخير المهدد بالانقراض.
تزوج تنزن بيما، و أنجبا 4 أطفال: فتاتين و هما جنورا وإكي و صبيان واثنان هو ميلو، مع والثاني هو (روهان). كل أبناءه الموجودين مسخري هواء الا واحد وهو طفل صغير. تعيش العائلة في جزيرة معبد الهواء و هي «ملاذ» منعزل.

## شخصيته
تنزن أكثر جدية من أبيه. مع ذلك، فهو يستطيع أن يكون لديه روح الدعابة في بعض الأوقات. دائماً ما يحاول أن يكون شخصاً هادئاً، لكن أحياناً يفقد صبره بسبب أبناءه الثلاثة «المجانين».

أسرة تنزن. في الوسط تنزن و بجانبه ابنته إكي(أسفل الوسط)، و في اليمين زوجته بيما و ابنته جنورا (أسفل اليمين)، و أعلى اليسار ابنه ميلو

## ظهوره
سيمثل الممثل الأمريكي جي كي سيمنس دور تنزن في مسلسل أفاتار أسطورة كورا.